# Oplisa tergestina
Oplisa tergestina är en tvåvingeart som först beskrevs av Ignaz Rudolph Schiner 1861.  Oplisa tergestina ingår i släktet Oplisa och familjen gråsuggeflugor. Inga underarter finns listade i Catalogue of Life.